# Григорий III Месемврийски
Григорий (на гръцки: Γρηγόριος, Григориос) е православен духовник, митрополит на Вселенската патриаршия.

## Биография
Роден е със светското име Спиридис (Σπυρίδης) в село Апатурия на Андрос. Служи като протосингел на Варненската епархия. През декември 1790 година е ръкоположен за доростолски митрополит в Силистра. На 15 септември 1800 година подава оставка. През октомври 1801 година е избран за месимврийски митрополит. На 21 юли 1814 година той подава оставка. Преди 1817 година е назначен за управляващ на Патриаршеската екзархия на Псара по молба на екзарх велик логотет Теодорос Ризос. Вероятно се оттегля от този пост през март 1821 година. Установява се на Андрос, където умира на 7 април 1823 година.